# Kaldfjord
Kaldfjord (eller Kaldfjorden, nordsamiska: Gállafierda) är en tidigare tätort i Tromsø kommun i Troms fylke i norra Norge. Orten ligger vid fylkesväg 862, längst inne vid Kaldfjorden på ön Kvaløya, väster om staden Tromsø.
Sedan 2013 räknas bebyggelsen i orten som en del av tätorten Kvaløysletta.
Tidigare har orten tillhört dåvarande Tromsøysunds kommun.